# 요베강

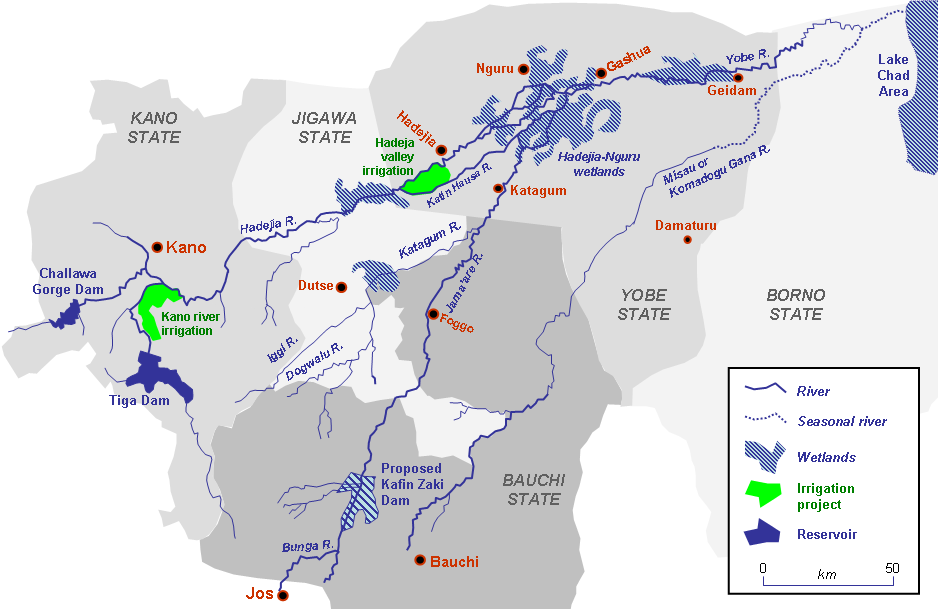
요베강

요베강(Yobe River)는 나이지리아와 니제르를 거쳐 차드호 서쪽으로 흐르는 강이다. 320km 중 150km는 양국의 국경이다. 카노주 지역에서 흐르는 강줄기에 건설된 티가댐과 바우치주에 세워질 에정인 카핀 자키 댐에 대한 우려가 있다.